# هردوانگن-شوناخ
هردوانگن-شوناخ (به آلمانی: Herdwangen-Schönach) یک شهر در آلمان است که در Sigmaringen واقع شده‌است. هردوانگن-شوناخ ۳٬۳۲۲ نفر جمعیت دارد.